# Iłczo Naumoski
Iłczo Naumoski (ur. 29 lipca 1983 w Prilepie) – macedoński piłkarz występujący na pozycji napastnika.

## Kariera klubowa
Naumoski jako junior grał w drużynach ASC Korneuburg, Rapid Wiedeń oraz SV Stockerau, a następnie występował w trzecioligowym ASKÖ Klingenbach. W 2002 roku został zawodnikiem Grazera AK. W Bundeslidze zadebiutował 17 sierpnia 2002 w zremisowanym 1:1 pojedynku z Rapidem Wiedeń, w którym strzelił też gola. W sezonie 2002/2003 wraz z zespołem wywalczył wicemistrzostwo Austrii, zaś w kolejnym zdobył mistrzostwo Austrii oraz Puchar Austrii.
W sierpniu 2004 został wypożyczony do tureckiego Malatyasporu. W Süper Lig pierwszy mecz rozegrał 4 grudnia 2004 przeciwko Denizlisporowi (0:0). W barwach Malatyasporu zagrał w trzech ligowych meczach. W styczniu 2005 Grazer wypożyczył Naumoskiego do włoskiej Catanii, występującej w Serie B. Nie rozegrał tam jednak żadnego spotkania w lidze.
W połowie 2005 roku wrócił do Austrii, gdzie podpisał kontrakt z zespołem SV Mattersburg, grającym w Bundeslidze. Pierwsze ligowe spotkanie rozegrał tam 20 lipca 2005 przeciwko Red Bull Salzburg (0:4). W sezonie 2006/2007 zajął z klubem 3. miejsce w Bundeslidze. Graczem Mattersburga był do 2013 roku. Następnie występował w azerskim İnterze Baku, a także w macedońskim Wardarze Skopje. W 2014 roku zakończył karierę.
| Sezon   | Klub           | Kraj        | Rozgrywki      | Mecze | Bramki |
| ------- | -------------- | ----------- | -------------- | ----- | ------ |
| 2002/03 | Grazer AK      | Austria     | Bundesliga     | 12    | 5      |
| 2003/04 | Grazer AK      | Austria     | Bundesliga     | 10    | 3      |
| 2004/05 | Malatyaspor    | Turcja      | Süper Lig      | 3     | 0      |
| 2004/05 | Calcio Catania | Włochy      | Serie B        | 0     | 0      |
| 2005/06 | SV Mattersburg | Austria     | Bundesliga     | 30    | 9      |
| 2006/07 | SV Mattersburg | Austria     | Bundesliga     | 30    | 5      |
| 2007/08 | SV Mattersburg | Austria     | Bundesliga     | 29    | 5      |
| 2008/09 | SV Mattersburg | Austria     | Bundesliga     | 30    | 12     |
| 2009/10 | SV Mattersburg | Austria     | Bundesliga     | 24    | 9      |
| 2010/11 | SV Mattersburg | Austria     | Bundesliga     | 25    | 1      |
| 2011/12 | SV Mattersburg | Austria     | Bundesliga     | 31    | 6      |
| 2012/13 | SV Mattersburg | Austria     | Bundesliga     | 28    | 4      |
| 2013/14 | İnter Baku     | Azerbejdżan | Premyer Liqası | 4     | 0      |
| 2013/14 | Wardar Skopje  | Macedonia   | Prva MFL       | 3     | 2      |

## Kariera reprezentacyjna
W reprezentacji Macedonii Naumoski zadebiutował 9 lutego 2003 w zremisowanym 2:2 towarzyskim meczu z Chorwacją, a 20 sierpnia 2003 w wygranym 3:1 towarzyskim pojedynku z Albanią strzelił swojego pierwszego gola w kadrze. W latach 2003–2012 w drużynie narodowej rozegrał 45 spotkań i zdobył 9 bramek.